# Tylococcus tsinjoarivae
Tylococcus tsinjoarivae är en insektsart som beskrevs av Mamet 1954. Tylococcus tsinjoarivae ingår i släktet Tylococcus och familjen ullsköldlöss.
Artens utbredningsområde är Madagaskar. Inga underarter finns listade i Catalogue of Life.